# Палладін Олександр Володимирович
Олександр Володимирович Палладін (29 серпня (10 вересня) 1885 — 6 грудня 1972) — український радянський біохімік. Президент Академії наук Української РСР(1946—1962), академік АН УРСР і АН СРСР. Засновник української школи біохіміків. Герой Соціалістичної Праці (13.09.1955). Член ЦК КПУ (1949—1966). Депутат Верховної Ради СРСР 2—5-го скликань. Депутат Верховної Ради Української РСР 2—5-го скликань.

## Біографія
Народився 10 вересня 1885 р. у Москві. Син академіка Петербурзької Академії наук, ботаніка, біохіміка і фізіолога рослин В. Палладіна, учень Миколи Введенського та Івана Павлова. Закінчив Петербурзький університет (1908 р.).
У 1909 році поліпшував освіту в Гейдельберзькому університеті. Після завершення підготовки до дослідницької діяльності в лабораторіях Гейдельберга, Тюбінгена і Гессена О. В. Палладін швидко досяг визначних наукових результатів. Працював у Петербурзі на кафедрі фізіології Жіночого педагогічного інституту (1909—1916 рр.), на Вищих жіночих сільськогосподарських курсах (1914—1916 рр.), професор Ново-Олександрійського інституту сільського господарства і лісництва (1916—1923 рр., м. Харків), водночас у 1921—1931 рр. завідував кафедрою фізіологічної хімії Харківського медичного інституту, очолював Харківське медичне товариство..
З 1925 по 1970 рік очолював Український біохімічний інститут (з 1931 р. — Інститут біохімії АН України у Києві), водночас у 1934—1954 рр. завідував кафедрою біохімії Київського університету. Член ВКП(б) з 1932 року.
У 1935—1938 роках — неодмінний секретар Президії Академії наук України, в 1939—1946 — віце-президент Академії наук України, у 1946—1962 президент Академії наук України. 10 вересня 1965 року указом президії Верховної Ради СРСР за заслуги в розвитку радянської науки і в зв'язку з 80-ти річчям академік О.Палладін нагороджений орденом Леніна.

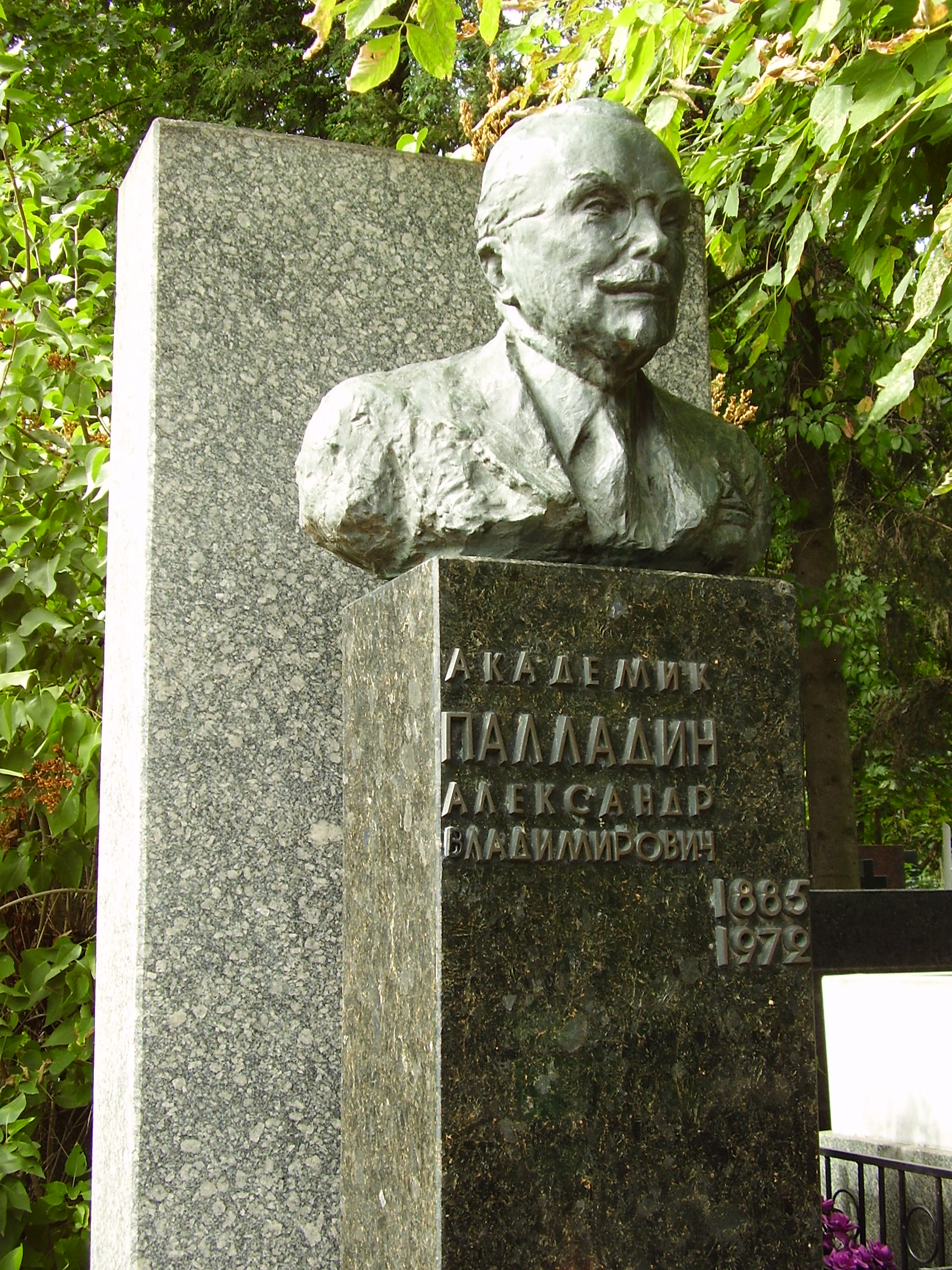
Надгробок Олександра Палладіна

Помер 6 грудня 1972 року у Києві. Похований на Байковому кладовищі (центральна алея, ділянка №1) (надгробний пам'ятник — бронза, граніт, барельєф; скульптор О. П. Скобликов, архітектор А. Ф. Ігнащенко; встановлений у 1973 році).

## Наукова діяльність
Основні наукові праці присвячені біохімії нервової системи і м'язової діяльності, біохімії вітамінів і живлення. Показав, що одним з попередників кератину є аргінін (1916). Вивчив особливості обміну в м'язах при роботі, відпочинку і тренуванні, що стало основою теорії фізичної культури. Довів, що утворення креатину відбувається головним чином у м'язах, а не в печінці. Це стало темою його магістерської дисертації та монографії «Дослідження над утворенням і виділенням креатину у тварин» (1916 р.) Дослідження креатину підтвердили важливе значення цієї речовини в життєвих процесах і сприяли оформленню біохімії м'язової діяльності як самостійного напрямку. Креатин виявився перспективним науковим напрямом, і Палладін продовжував розробляти його протягом багатьох років, повертаючись до нього на нових методичних рівнях і можливостях біохімічної науки.
Першим почав систематичне вивчення біохімії нервової системи.
Встановив біохімічну топографію нервової тканини: особливості хімічного складу і біохімічних характеристик морфологічно і функціонально відмінних частин центральної та периферичної нервової системи. Було вивчено також особливості обміну білків, вуглеводофосфорних сполук і нуклеїнових кислот у нервовій тканині при збудженні і гальмуванні і встановлено важливі закономірності внутріклітинної локалізації та вікових змін активності ферментних систем, що розщеплюють білки. У 1940-ві роки узагальнив матеріал з біохімічної статики, тобто за визначенням хімічного складу різних відділів мозку, а також дані про динамічну біохімію нервової системи, що включає визначення окремих біохімічних реакцій, які відбуваються в нервовій тканині, та про активність ферментів, які каталізують ці реакції. Роботи щодо біохімії нервової системи, проведені О. В. Палладіним та його учнями на клітинному, субклітинному та суборганоїдному рівнях при різноманітних функціональних і патологічних станах, заклали основу функціональної біохімії головного мозку.
Вперше в СРСР почав біохімічні дослідження вітамінів (1919). Виявив зв'язок між порушеннями обміну речовин і дефіцитом вітамінів при експериментальному скорбуті і поліневриті. У роки Великої Вітчизняної війни було почато розробку ліків, що сприяли припиненню кровотечі та якнайскорішому загоюванню ран. В умовах евакуації Інституту біохімії в Уфу при активному сприянні О. В. Палладіна Уфимський вітамінний завод у лютому 1942 р. почав випускати вітамін К3. При численних позитивних якостях цей препарат мав недолік — погано розчинявся у воді, що значно обмежувало його застосування. У лабораторії Уфимського вітамінного заводу було проведено серію успішних експериментів і синтезовано новий водорозчинний аналог вітаміну К, названий вікасолом. Випробування вікасолу в клініках і шпиталях Уфи підтвердило його лікувальну цінність не лише при авітамінозі, — при пораненнях, захворюваннях, пов'язаних з кровотечею, вікасол практично сприяв загоюванню ран.
О. В. Палладін — засновник ряду актуальних наукових напрямків, що стали основою сучасної біохімії і молекулярної біології, теоретичної і практичної медицини. Серед них біохімія нервової діяльності (нейрохімія), м'язової діяльності, харчування, зокрема біохімія вітамінів, гіпо- та авітамінозних станів, порівняльна й еволюційна, а також біохімія спорту. Ці напрямки, що склали базис функціональної біохімії, упродовж десятиріч успішно розроблялися і розробляються учнями та послідовниками О. В. Палладіна в Україні і в інших державах.
О. В. Палладін — один із засновників міжнародного нейрохімічного товариства, товариств фізіологів, біохіміків і фармакологів СРСР і України, Харківського медичного товариства, Товариства «Знання» України, а також засновник «Українського біохімічного журналу» і міжнародних журналів «The Journal of Neuroscience», «The International Journal of Neuroscience».
Понад чотири десятиріччя О. В. Палладін вів педагогічну діяльність. Він читав курс фізіологічної (біологічної) хімії в Петербурзі на кафедрі фізіології Жіночого педагогічного інституту, в Харківському університеті і медичному інституті, в Київському університеті. В 1921 р. організував науково-дослідну кафедру біохімії в Харківському медичному інституті, що в 1925 р. була перетворена в Український біохімічний інститут (зараз — Інститут біохімії НАН України ім. О. В. Палладіна). В 1934 р. з ініціативи О. В. Палладіна створено кафедру біохімії на біологічному факультеті Київського університету, якою він керував упродовж двох десятиріч. У 1924 р. видано перший в СРСР «Підручник фізіологічної хімії» О. В. Палладіна, що протягом 30 років був єдиним, витримав 25 видань дев'ятьма мовами. Наукова школа О. В. Палладіна налічує понад 150 докторів і кандидатів наук, що працюють у різних кінцях світу.
1957 року Олександр Опарін номінував Палладіна на Нобелівську премію з хімії. Проте того року премію отримав американець Александер Тодд.

## Нагороди
- Герой Соціалістичної Праці (13.09.1955)
- шість орденів Леніна (2.03.1944; 9.09.1945; 23.01.1948; 19.09.1953; 13.09.1955; 10.09.1965)
- орден Жовтневої Революції (20.07.1971)
- два ордени Трудового Червоного Прапора (24.04.1941; 10.06.1945)
- орден Червоної Зірки (1.10.1944)
- орден «Кирило і Мефодій» 1-го ступеня (Болгарія)
- медалі